# Walter Albath
Walter Bruno Hugo Albath (* 7. Dezember 1904 in Strasburg in Westpreußen; † 5. Juni 1989 in Dortmund) war ein deutscher Jurist, SS-Führer und Beamter der Gestapo.

## Leben
Albath studierte Rechtswissenschaften und promovierte 1930 in Göttingen zum Dr. jur. Sein Referendariat absolvierte er in Celle. Zum 1. April 1933 trat er in die NSDAP ein (Mitgliedsnummer 1.719.177). 1934 kam er zur Gestapo (SS-Nummer 260.971). Er war  Leiter der Staatspolizeileitstelle Düsseldorf. 1939, mit Beginn des Überfalls auf Polen, wurde er Führer des Einsatzkommandos 3 der Einsatzgruppe V in Allenstein. 1941 wurde er zum Leiter der Stapoleitstelle Königsberg ernannt. In seinen Verantwortungsbereich fiel nun auch das berüchtigte Arbeitserziehungslager Soldau. In Vertretung übernahm Albath in Königsberg auch noch den Posten des Inspekteur der Sicherheitspolizei und des SD (IdS). Im November 1943 ging er nach Düsseldorf zurück, war dort bis Kriegsende gleichfalls IdS und wurde 1943 zum SS-Standartenführer und Regierungsdirektor befördert.

### Nachkriegszeit
Nach Kriegsende wurde Albath bei den Nürnberger Prozessen als Zeuge vernommen, seine Aussagen über die Tätigkeit der Gestapo in Deutschland wurden in einem Kommissionsbericht des Lt. Colonel A.M.S. Neave zusammengefasst. Aus diesem Bericht wurde in den Verhandlungen des Nürnberger Prozesses gegen die Hauptkriegsverbrecher zitiert. 1948 verurteilte ein britisches Militärgericht Albath zu 15 Jahren Haft, aus der er aber bereits 1955 wieder entlassen wurde. Anschließend wurden mehrere Ermittlungsverfahren gegen ihn eingeleitet und eingestellt, das letzte nach seinem Tod.

## Schriften
- Der gutgläubige Erwerb von gesetzlichen Pfandrechten an Sachen, die dem Schuldner nicht gehören, Göttingen: Göttinger Handelsdruckerei, 1930. Diss. Göttingen 1930